# Monument naval de Gibraltar
 (janvier 2021).
Si vous disposez d'ouvrages ou d'articles de référence ou si vous connaissez des sites web de qualité traitant du thème abordé ici, merci de compléter l'article en donnant les références utiles à sa vérifiabilité et en les liant à la section « Notes et références ».
 (mai 2021).
Le monument naval de Gibraltar ou American War Memorial (en anglais : Naval Monument at Gibraltar) est un mémorial de la Première Guerre mondiale situé à Gibraltar.
Il a été construit pour la Commission américaine sur les monuments de bataille en 1933 et incorporé dans la Line Wall Curtain (en), l'enceinte principale de la ville. Il commémore l'alliance des États-Unis et du Royaume-Uni et leurs « exploits navals » dans les environs de Gibraltar pendant la Grande Guerre. Le monument a été inauguré en 1937.
Soixante-et-un ans plus tard, en novembre 1998, le monument a été le théâtre d'une autre cérémonie d'inauguration, celle d'une plaque de bronze commémorant l'invasion alliée de l'Afrique du Nord (opération Torch) pendant la Seconde Guerre mondiale.